# Behaviour Interactive
Behaviour Interactive, zeitweilig auch bekannt als Artificial Mind and Movement (A2M), ist ein kanadisches Entwicklungsunternehmen für Computerspiele. Es wurde 1992 in Montreal gegründet und hat sich auf die Produktion von 2D- und 3D-Action-/Adventure-Spielen für Spielkonsolen und PC spezialisiert.

## Geschichte
Die Unternehmensgeschichte reicht zurück in die frühen 1990er. Im Jahr 1992 gründete Rémi Racine in Québec die Firma Megatoon Entertainment Group und 1994 zusammen mit Partnern in Montreal das Unternehmen Multimedia Interactive (MMI). 1996 verkaufte Racine das Unternehmen an den Medienkonzern Malofilm Communications, später Behaviour Communications. 1997 verschmolzen MMI und Megatoon zu Behaviour Interactive. 1999 kaufte Racine das Unternehmen mit Unterstützung einiger Investoren zurück und legte die Firmenaktivitäten in Montreal zusammen. In Folge der Übernahme musste jedoch auch der Namen des Unternehmens geändert werden. 2000 wurde die Firma in Artificial Mind & Movement oder kurz A2M umbenannt. Bekannt wurde das Unternehmen vor allem durch Lizenzarbeiten und Portierungen fremder Spiele auf andere Plattformen. Zwischen 2006 und 2008 war das Unternehmen sowohl in der Deloitte Technology Fast 50 als auch unter den Canada’s 50 Best Managed Companies gelistet. 2008 erwarb das Unternehmen den Spielehersteller Wanako Games in Chile. 2010 benannte sich das Unternehmen wieder in Behaviour Interactive zurück, da das Unternehmen sich nach den Achtungserfolgen von Wet und Naughty Bear verstärkt auf Eigenproduktionen konzentrieren wollte und hierfür einen einprägsameren Namen suchte. Auch verwies das Kürzel A2M in der Umgangssprache auf eine sexuelle Praktik. Da der alte Name zwischenzeitlich wieder verfügbar war, beschloss man die Rückbenennung.
Das Unternehmen erwirtschaftete 2013 einen Gewinn von 30 Mio. US-Dollar und beschäftigt an den beiden Standorten in Montreal und Santiago de Chile mehr als 200 Angestellte. Im selben Jahr wurde Marc Petit zum Co-CEO neben Firmengründer Racine berufen.

## Produkte
Seit seiner Gründung hat Behaviour Interactive plattformübergreifend mehr als 50 Spiele entwickelt, hauptsächlich Lizenzspiele und Portierungen, darunter aber auch Eigenproduktionen wie Wet und Naughty Bear. Außerdem war das Unternehmen an der Entwicklung von Die Sims 2, Die Sims 3, Ice Age 3, Assault Heroes und Monsters Inc. beteiligt. Weitere entwickelte Spiele sind:
- Merida – Legende der Highlands (Microsoft Windows, Xbox 360, Wii, PlayStation 3, Nintendo DS)
- Voltron: Defender of the Universe (PlayStation Network, Xbox Live Arcade)
- Transformers: Dark of the Moon (Wii, Nintendo 3DS Nintendo DS)
- Rango – das Videospiel (Multiplattform) (Xbox 360, Wii, PlayStation 3, Nintendo DS)
- Doritos Crash Course (Xbox Live Arcade)
- MySims SkyHeroes (Multiplattform)
- Dante's Inferno (PSP-Version)
- Wet (PlayStation 3, Xbox 360)
- Indiana Jones und der Stab der Könige (Wii und PlayStation-2-Versionen)
- MySims Racing (Nintendo DS und Wii)
- Kung Fu Panda: Legendary Warriors (Nintendo DS und Wii-Versionen)
- Iron Man (Wii, PlayStation 2, PlayStation Portable, PC und Nintendo-DS-Versionen)
- High School Musical: Makin' the Cut! (Wii, PlayStation 2, Nintendo-DS-Versionen)
- Mercenaries 2: World in Flames (PlayStation-2-Version)
- Der Herr der Ringe: Die Eroberung (Nintendo-DS-Version)
- High School Musical 2: Work This Out! (Nintendo-DS-Version)
- Transformers: Animated (Nintendo-DS-Version)
- Die Mumie: Das Grabmal des Drachenkaisers (Nintendo-DS-Version)
- Power Rangers: Super Legends (PlayStation 2, PC und Nintendo-DS-Versionen)
- Spider-Man: Friend or Foe (Nintendo DS & PlayStation-Portable-Versionen)
- Happy Feet
- Lucas, der Ameisenschreck
- Kim Possible – Auf der Jagd nach Gemini
- Kim Possible – Stoppt Dr. Stoppable
- Teen Titans
- Monster House
- Kim Possible – Kimmunicator
- Evergirl
- Ed, Edd n Eddy: The Mis-Edventures
- Flow: Urban Dance Uprising
- Himmel und Huhn
- Lizzie McGuire 2
- Get On Da Mic
- Scooby-Doo! Unmasked
- Scaler
- Carmen Sandiego: Das Geheimnis der gestohlenen Trommeln
- Kim Possible – Dr. Drakkens Untergang
- Home on the Range
- Scooby Doo: Mystery Mayhem
- Ice Age
- Monsters, Inc. Scream Team
- Bugs Bunny & Taz: Time Busters
- Die Schlümpfe: Auf die Plätze, fertig, los!
- The Grinch
- Bugs Bunny: Lost in Time
- Jersey Devil
- Drake & Josh
- Doritos Crash Course 2
- Warhammer 40.000: Eternal Crusade
- Phineas and Ferb: Quest for Cool Stuff
- SpongeBob Schwammkopf: Schlacht um Bikini Bottom
- Dead by Daylight
- Deathgarden